# Железнодорожная больница (Минск)
Железнодорожная больница — комплекс исторических зданий в Минске, памятник архитектуры и истории (номер 713Г000007). Состоит из главного здания, пяти вспомогательных зданий и водонапорной башни. Расположен по адресу: Автодоровская улица, 3 (3а, 3д, 3е).

## История
Комплекс железнодорожной больницы построен в 1912—1914 гг. В 1914—1917 гг. в главном здании размещался военный госпиталь. С 1918 по 1922 год в нём находился эвакопункт военного ведомства. Больница стала действовать как железнодорожная с 1922 года. Изначально в ней было 52 места (20 в терапевтическом, 20 в хирургическом, 12 в инфекционном отделении). К 1941 году число мест было доведено до 155. В 1965—1970 гг. построено новое здание больницы на улице Корженевского, старое действовало как филиал. В настоящее время в главном здании исторического комплекса размещён хоспис при городской больнице № 11 (современное название бывшей железнодорожной больницы). Служебные корпуса частично заброшены.

## Архитектура
Главный корпус двухэтажный, в плане имеет форму буквы Е. В отделке фасадов заметен контраст красного кирпича и белых штукатурных деталей (карнизы, фронтоны, пилястры, сандрики). На главном фасаде выделяются центральный и два боковых ризалита, завершающиеся треугольными фронтонами. Фасад украшают широкие пилястры и спаренные лопатки. Окна нижнего этажа имеют прямоугольную, а верхнего — полуциркульную форму. Здание имеет коридорную планировку. Для лучшего освещения операционные 1-го и 2-го этажа вынесены в отдельные пятигранные объёмы.

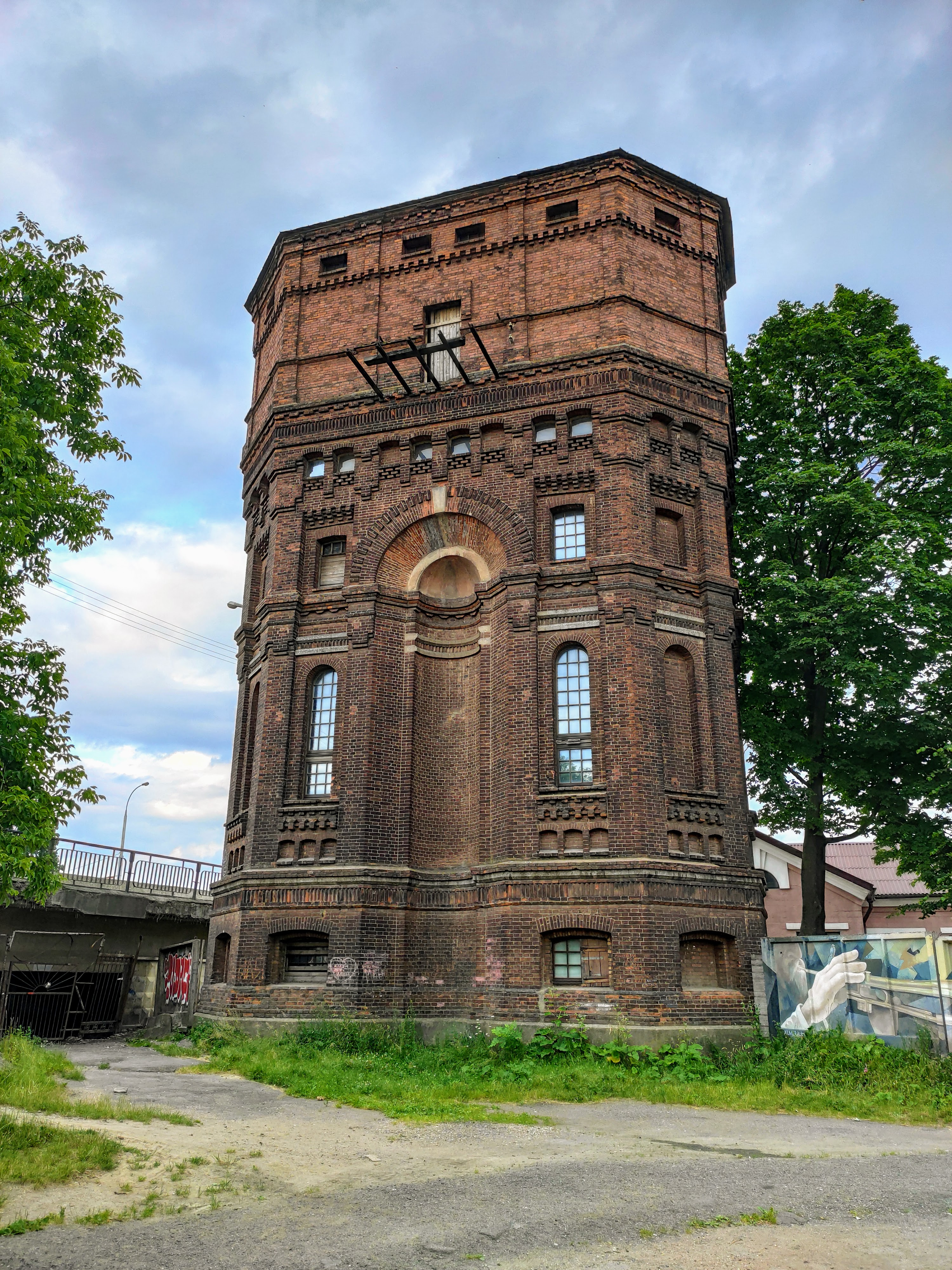
Водонапорная башня больницы

Вспомогательные корпуса отделаны лаконично, имеют 1-2 этажа. Водонапорная башня имеет три яруса и восьмигранную форму. Первый ярус низкий, широкий второй ярус украшают арочные ниши, стены третьего яруса глухие. В декоре использованы ниши, пилястры, орнаментальные пояса. Отдельные детали стилизованы под облик средневековых башен, например машикули и окна-бойницы.